# Storelk Mountain
Storelk Mountain är ett berg i Kanada.   Det ligger på gränsen mellan provinserna Alberta och British Columbia, i den södra delen av landet, 2 900 km väster om huvudstaden Ottawa. Toppen på Storelk Mountain är 2 871 meter över havet, eller 237 meter över den omgivande terrängen. Bredden vid basen är 2,9 km.
Terrängen runt Storelk Mountain är kuperad åt nordost, men åt sydväst är den bergig.Trakten runt Storelk Mountain är nära nog obefolkad, med mindre än två invånare per kvadratkilometer.. Det finns inga samhällen i närheten. 
I omgivningarna runt Storelk Mountain växer i huvudsak barrskog.